# پرویزجان عمربایف
پرویزجان عبدالله‌یویچ عمربایف (تاجیکی: Парвизҷон Умарбоев; متولد ۱ نوامبر ۱۹۹۴) یک فوتبالیست تاجیکستانی است که در حال حاضر به عنوان یک هافبک در لیگ یک بلغارستان برای باشگاه «لوکوموتیو پلوودیو» و تیم ملی تاجیکستان بازی می‌کند. او همچنین دارای تابعیت دوگانه روسی است.